# Zdeněk Poláček (afrikanista)
Zdeněk Poláček (* 13. května 1944 Třebíč) je český afrikanista, specialista na Etiopii.

## Biografie
Zdeněk Poláček se narodil v roce 1944 v Třebíči, mezi lety 1961 a 1962 studoval dějepis na Filozofické fakultě Univerzity Jana Evangelisty Purkyně v Brně a následně přešel na Orientalistickou fakultu Leningradské státní univerzity, kde studoval mezi lety 1963 a 1966 amharskou filologii a angličtinu a mezi lety 1968 a 1969 studoval na univerzitě Haile Sellassie I. v Addis Abebě. Následně pak v roce 1969 absolvoval na Filozofické fakultě Univerzity Karlovy, kde vystudoval obor etiopistika. Následně pak v roce 1973 získal na téže univerzitě titul kandidáta věd a v téže roce nastoupil do Orientálního ústavu Československé akademie věd, kde se věnoval lexikografii, lexikologii a gramatice amharštiny. Od roku 1986 do roku 1990 pracoval v Akademii etiopských jazyků v Addis Abeba, svoje působení na Orientálním ústavu ukončil v roce 1995, kdy nastoupil do diplomatických služeb Ministerstva zahraničních věcí ČR. V roce 1996 se stal velvyslancem ČR v Etiopii, kde působil až do roku 2001, od roku 2002 do roku 2006 působil jako velvyslanec v Saúdské Arábii.
Věnuje se také jazyku esperanto, jazyku gi'iz je autorem mnoha monografií s tematikou Etiopie a jiných afrických zemí nebo amharštiny. Během práce v Orientálním ústavu absolvoval studijní pobyty na Univerzitě v Hamburku, Hebrejské univerzitě, Michiganské univerzitě a v Londýně. Je čestným členem České asociace pro Africká studia. Žije v Třebíči.